# Зарандска жупанија
Зарандска жупанија (лат. Comitatus Zarandiensis, мађ. Zaránd vármegye) је била жупанија, односно управна јединица Краљевине Угарске. Основана је у 11. веку, са седиштем у граду Заранду, а обухватала је области дуж тока реке Бели Криш. Током 16. века, постала је поприште супротстављених интереса између Османског царства и Кнежевине Трансилваније. Крајем 17. века, целокупно подручје потпало је под хабзбуршку власт. Приликом спровођења административне реформе, жупанија је 1744. године изгубила југозападну половину територије, са градовима Зарандом и Вилагошом, а седиште жупанијске управе је потом премештено у Бању на Кришу. Укинута је 1876. године, а њено подручје је раздељено између суседних жупанија.

## Срби у Зарандској жупанији
Иако су велику већину становника ове жупаније чинили Мађари и Румуни, њена историја бележи и присуство Срба. Угарски краљ Жигмунд Луксембуршки (1387-1437) је око 1404. године поставио избеглог српског краљевића Дмитра Мрњавчевића (син краља Вукашина и брат краља Марка) за кастелана града Вилагоша и великог жупана Зарандске жупаније. На том положају, Дмитар се задржао до око 1407. године.
У наредним вековима, током раздобља османске и хабзбуршке власти, у појединим местима на подручју ове жупаније живеле су и српске православне заједнице, које су се скупа са тамошњим румунским православним становништвом налазиле под црквеном јурисдикцијом Карловачке митрополије.